# Heteropsomys insulans
Heteropsomys insulans је врста глодара из породице бодљикави или чекињасти пацови (лат. Echimyidae).

## Распрострањење
Ареал врсте је био ограничен на једну државу. Порторико је био једино познато природно станиште врсте.

## Угроженост
Ова врста је наведена као изумрла, што значи да нису познати живи примерци.